# Duże Skałki

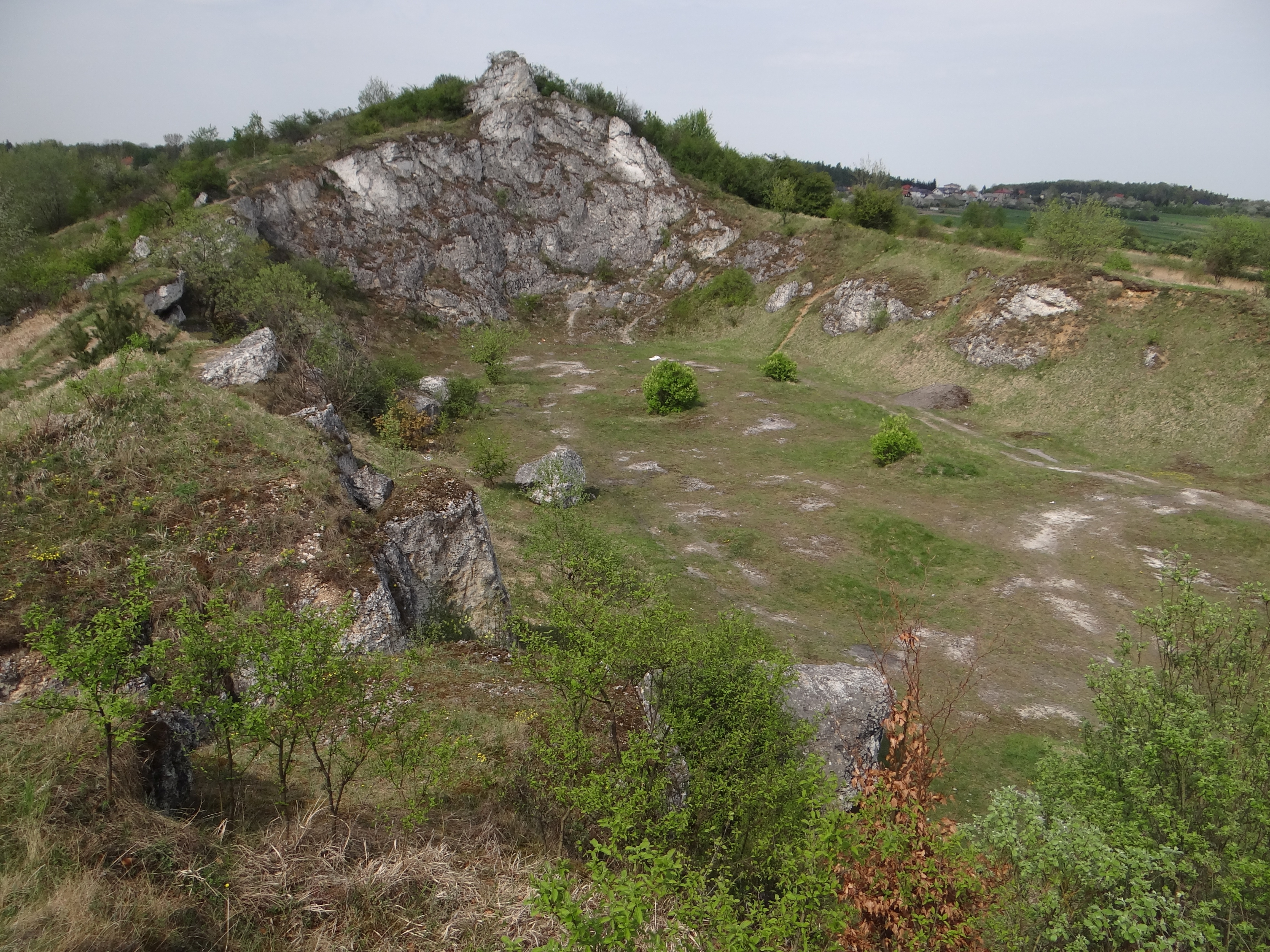
Wyrobisko kamieniołomu

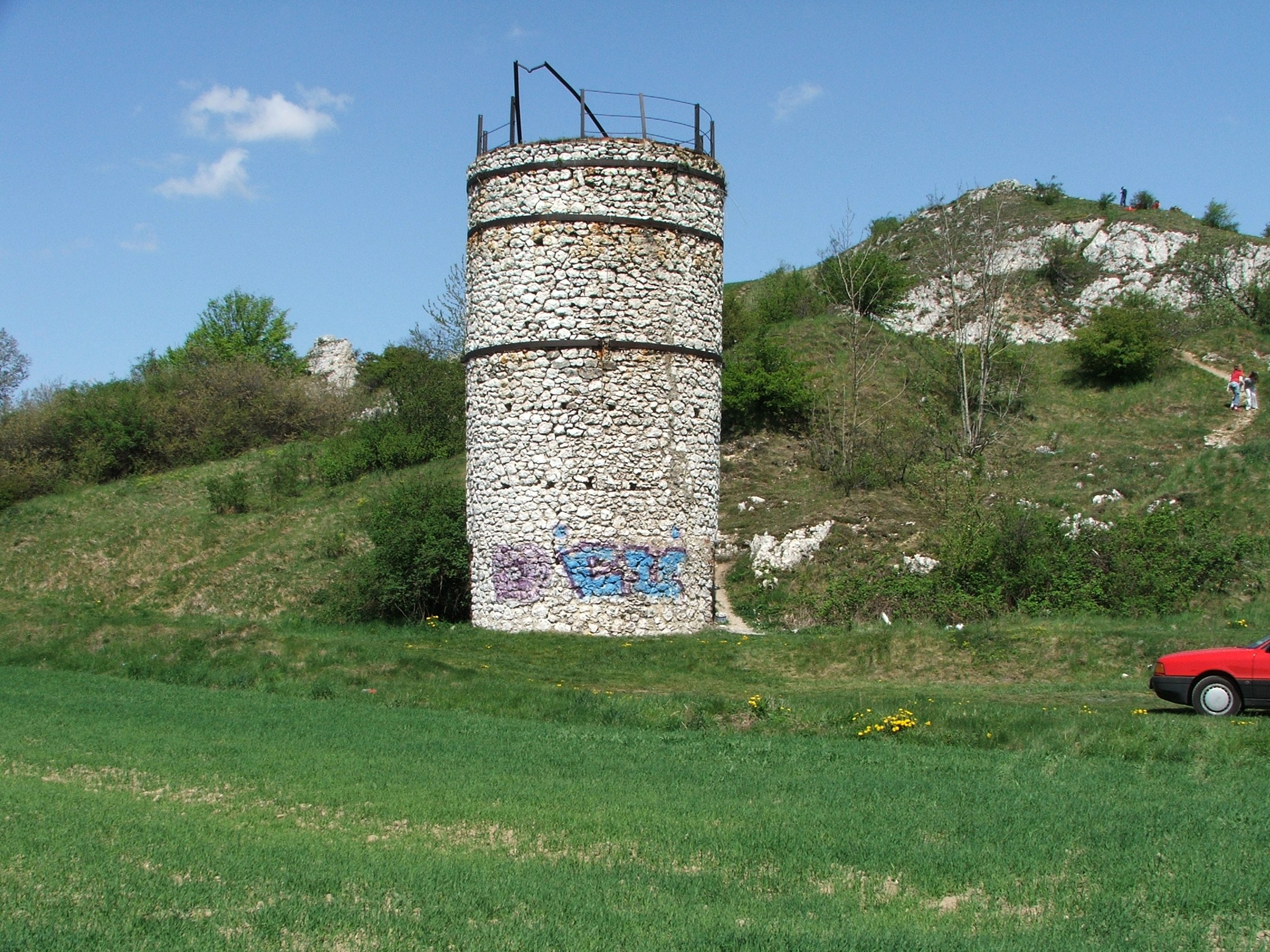
Wapiennik

Duże Skałki – nieczynny kamieniołom na Wyżynie Olkuskiej w miejscowości Czajowice w województwie małopolskim, w powiecie krakowskim, w gminie Wielka Wieś. Położony jest na łąkach po północno-wschodniej stronie drogi krajowej nr 94 i jest z niej widoczny. Znajduje się w otulinie Ojcowskiego Parku Narodowego.
Kamieniołom ma około szerokość około 40 m, długość około 100 m i zachował się przy nim piec do wypalania wapieni (wapiennik). Wydobywano w nim i wypalano wapienie pochodzące z górnej jury. Powstawały one przez osadzanie się wapiennych szkieletów organizmów na dnie morza, jakie wówczas znajdowało się na tym terenie. W paleogenie w wyniku silnej erozji uległy zwietrzeniu i usunięciu bardziej miękkie części osadu dna morskiego, a przetrwały twarde wapienie skaliste. Na Wyżynie Olkuskiej wykształciła się wówczas wierzchowina z licznymi ostańcami zbudowanymi z twardych wapieni skalistych i formy wgłębione – wąwozy i doliny, w których zboczach również występują skały i ściany zbudowane z takich wapieni. Przestrzeń pomiędzy nimi wypełnia zwietrzelina wapienna z gliną, krzemieniami i powstałym w plejstocenie lessem.
W wapieniach kamieniołomu znajdują się odciski gąbek krzemionkowych, amonitów z rodzaju Perisphinctes i ramienionogów z rodziny Terebratulidae. Wapienie w kamieniołomie nie tworzą jednolitej masy. Pocięte są wieloma szczelinami wypełnionymi grubymi i drobnymi okruchami skalnymi, a także laminowanym osadem. Powstały one w wyniku aktywności tektonicznej tego obszaru. Wypełniające je okruchy skalne są tego samego pochodzenia, co zwarta skała, świadczy to o tym, że ruchy tektoniczne występowały w tym samym czasie, co osadzanie się wapieni.
Wapiennik ma podwójne, murowane ściany. Ścianę zewnętrzną wymurowano z kamieni wapiennych spiętych metalowymi obręczami, wewnętrzną z cegły.
Duże Skałki porasta murawa kserotermiczna z bogatą fauną chrząszczy. Badał ją Antoni Kuśka w 2007 r. Stwierdził m.in. liczne występowanie chrząszczy Argoptochus quadrisignatus i konieczność objęcia kamieniołomu ochroną czynną (usuwanie porastających go zadrzewień).
Z Dużych Skałek widoczny jest w kierunku południowo-zachodnim wśród pól uprawnych po drugiej stronie drogi nr 94 samotny ostaniec – Żytnia Skała.